# Ashley Roberts

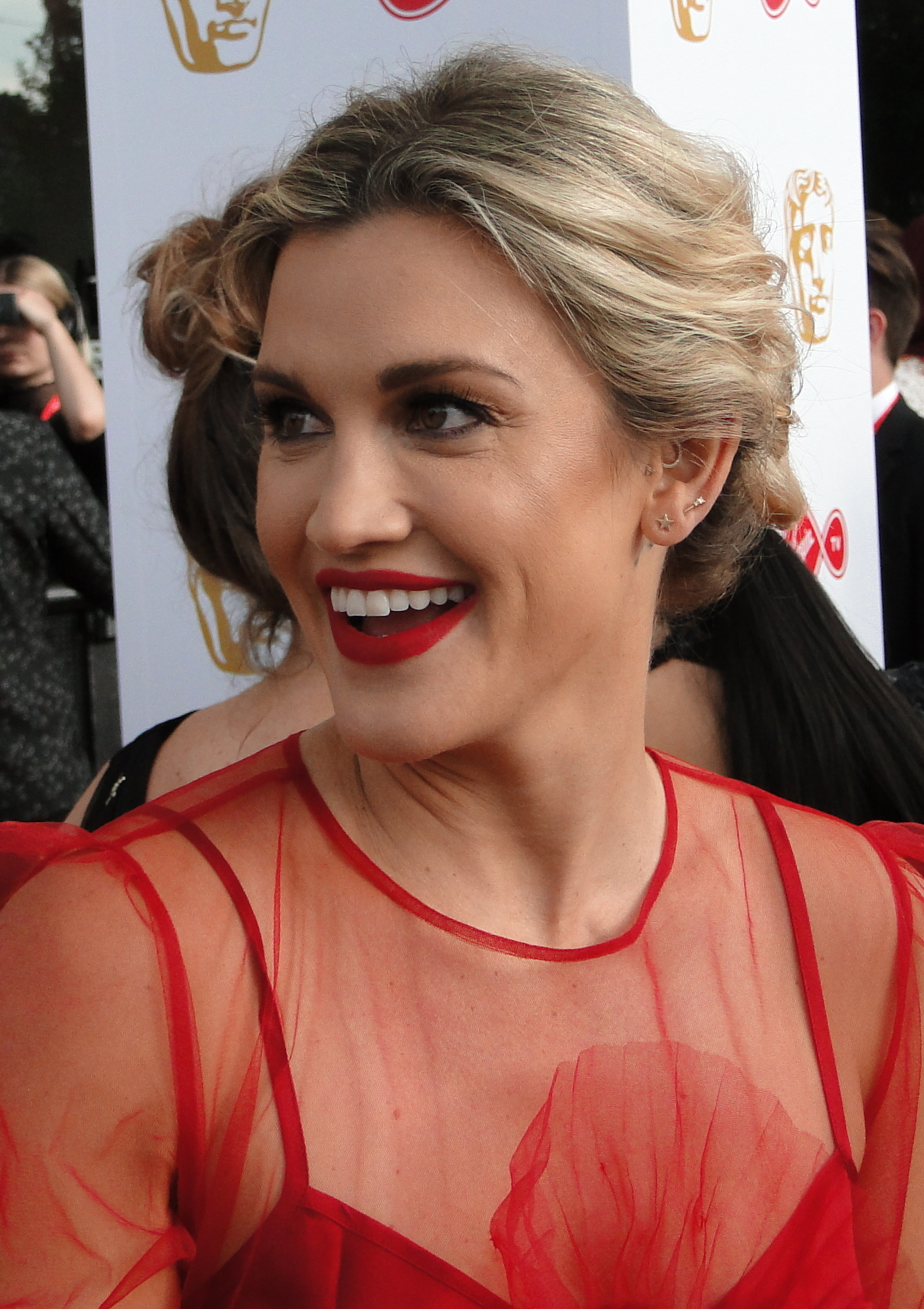
Ashley Roberts, 2018

Ashley Maria Roberts (* 14. September 1981 in Phoenix, Arizona) ist eine US-amerikanische Sängerin. Bekannt wurde sie als Mitglied der Pop-Gruppe The Pussycat Dolls.
Im Februar 2010 verließ sie die Gruppe, um eine Solokarriere zu starten. Seit dem Comeback 2019 ist sie wieder ein Teil der Gruppe.

## Frühes Leben und Karriere
Ashley Roberts wurde in Phoenix geboren und besuchte die Shadow Mountain High School. Sie begann im Alter von acht Jahren mit Gesang und Tanz. Ihr Vater war Schlagzeuger und spielte für die in den 1960er Jahren populäre Gruppe The Mamas and the Papas, später wurde er Automobilverkäufer. Ihre Mutter war eine Pilates-Trainerin. Beide inspirierten sie in die Entertainment-Branche zu gehen. Als Teenager hatte Roberts brünette Haare, zu sehen in Aaron Carters Oh Aaron und Not Too Young, Not Too Old Musikvideos von 2001.
Während der Sommerferien flog sie an die Westküste, um Modern Dance zu lernen. Nach der Schule zog sie nach Los Angeles. Sie war in Fernsehwerbungen und Musikvideos wie Counting Crows’ Accidentally in Love, Josh Grobans You Raise Me Up, Jane’s Addictions True Nature und Pinks Trouble zu sehen. Sie trat auch in der Spieleshow Rock and a Hard Place auf, zusammen mit den Pussycat-Dolls-Mitgliedern Melody Thornton und Carmit Bachar.

## Solo-Karriere
Ihr Filmdebüt war die Rolle als Brooke in Make It Happen an der Seite von Mary Elizabeth Winstead und Riley Smith. Regisseur war Darren Grant, die Premiere des Tanzfilms fand am 8. August 2008 in Großbritannien statt.
Roberts moderierte 2010 Maxim does Spring Break on E!. Sie drehte auch eine Probeserie für MTV mit Aubrey O’Day von Danity Kane, Marques Houston, und Sängerin/Songwriterin Amanda Ghost. Auf ihrem Blog schrieb Roberts, dass sie auch Songs für ihr eigenes Album aufnimmt. Abgesehen von diesen Projekten hat sie auch spezielle Beach-Kleidung für den Strand in Sydney entworfen.
Im November 2012 war sie in der zwölften Staffel der ITV-Fernsehserie I’m a Celebrity…Get Me Out of Here!, der britischen Version von Ich bin ein Star – Holt mich hier raus!, zu sehen, in der sie im Finale stand.
Im November 2019 gaben Roberts und vier ihrer früheren The-Pussycat-Dolls-Kolleginnen, darunter Nicole Scherzinger, bekannt, ein Comeback inklusive Großbritannien-Tour und einem Auftritt im X-Factor-Finale zu starten.

## Diskografie

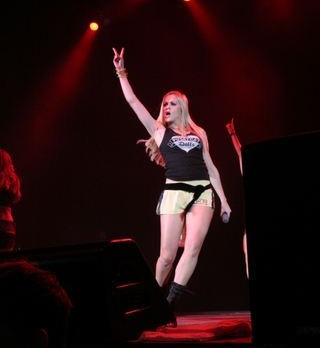
Roberts im Tacoma Dome in Washington

Siehe auch: Pussycat Dolls/Diskografie

### Singles
| Jahr | Titel          | Album                            |
| ---- | -------------- | -------------------------------- |
| 2008 | Played         | Doll Domination (Deluxe Edition) |
| 2010 | A Summer Place | Non-album song                   |
| 2012 | All in a Day   |                                  |
| 2012 | Yesterday      |                                  |

## Filmografie (Auswahl)
- 2005: Be Cool – Jeder ist auf der Suche nach dem nächsten großen Hit (Be Cool)
- 2008: Make It Happen
- 2012: 90210 (Fernsehserie, Folge 5x04)
- 2019: Elf Pets: A Fox Cub's Christmas Tale (Kurzfilm, Stimme)